# 新潟県立長岡明徳高等学校
新潟県立長岡明徳高等学校（にいがたけんりつ ながおかめいとくこうとうがっこう）は、新潟県長岡市にある県立定時制高等学校である。略称は明徳（めいとく）。

## 概要
本校の起源は、新潟県立長岡商業高等学校内に設置された新潟県立長岡西高等学校の開校に遡る。
長岡西高校時代は夜間定時制のみの設置であったが、ニーズの変化により1997年に昼間部を新設し、それに併せて校名を改称した。
現在では中越地区で唯一の夜間部を設置している。

## 設置課程
- 定時制課程
  - 単位制課程
    - 普通科
- 定時制課程
  - 単位制課程
    - 夜間部

## 沿革（長岡西高等学校）
- 1967年1月1日 - 新潟県立条例第60号により定時制課程（夜間）設立が認可される。暫定的に校舎を長岡商業高等学校（長岡市水道町3丁目5番1号）と共有することに決定。第1学年生徒募集・普通科2学級・商業科1学級編成。当時の長岡商業高等学校長が長岡西高等学校長として兼務発令。
- 1967年3月19日 - 校章が制定される。
- 1967年4月1日 - 新潟県立長岡西高等学校として開校する。
- 1967年4月7日 - 第1回：入学式が挙行される。
- 1967年4月12日 - 管理棟（校長室・事務室）が竣工する
- 1967年6月1日 - PTAが結成され、初代会長が着任する。
- 1967年10月26 - ETAが結成され、初代会長が着任する。
- 1969年4月14日 - 技能連携教育を開始する。
- 1969年5月15日 - 校歌が制定される。
- 1970年9月13日 - 校旗が樹立される。
- 1971年3月14日 - 第1回卒業式が挙行され、初代卒業生65名が卒業する。
- 1974年4月1日 - 技能連携教育を中断する。
- 1976年11月12日 - 商業科の募集を停止する。
- 1977年10月27日 - 創立10周年記念式典が挙行され、創立10周年記念誌を刊行する。
- 1977年11月18日 - 普通科1学級の募集を停止する。
- 1979年11月12日 - 長岡商業高校を移転し完全独立となる。(創立記念日)
- 1980年3月31日 - グラウンドに夜間照明施設を設置する。
- 1983年5月25日 - 普通教室・特別教室・管理室棟（鉄筋コンクリート4階建）を竣工する。
- 1984年9月1日 - テニスコート2面が完成する。
- 1985年4月1日 - 体育館が竣工する。
- 1985年12月16日 - 駐車場の舗装工事・消雪施設が一部完成する。
- 1986年11月9日 - 創立20周年記念並びに校舎竣工記念式典が挙行され、創立20周年記念誌を刊行する。
- 1987年3月28日 - グラウンドの排水施設を新設する。
- 1987年4月7日 - 米飯給食へ切替えを行う。
- 1987年9月30日 - 部室を新築する。
- 1988年9月30日 - 自転車小屋を新築する。
- 1992年1月24日 - コンピュータ施設を設置する。
- 1993年5月11日 - 18日 - 新潟県学校環境衛生努力校として表彰を受ける。

## 沿革（長岡明徳高校）
- 1997年4月1日 - 新潟県条例により新潟県立長岡明徳高等学校と改称する。これに併せて校章制定・校旗樹立・新校歌を制定し、平成9年度入学生から単位制による定時制課程として、午前部3学級・夜間部1学級を編成する。
- 1997年7月15日 - 単位制を改組し、学級増に伴う普通教室・特別教室・体育館を竣工する。
- 1998年3月20日 - 第1回卒業式を挙行する。
- 1998年11月15日 - 創立30周年記念式典と記念講演会を挙行する。
- 2007年10月27日 - 創立40周年記念式典と記念講演会を挙行し、創立40周年記念誌を刊行する。

## 特色
制定服はなく、私服通学が基本である。
午後の特別授業もあわせて学ぶことで全日制の学校と同様に最短3ヶ年での卒業が可能である。
2人担任制を実施しているほか、「学校間連携制度」を導入しており、県立の長岡商業・長岡農業・長岡工業の3校で実施されている専門学科の授業を本校で受けることが可能となっている。

## 交通アクセス
- 越後交通・中島4丁目バス停より徒歩約5分
- 越後交通・関東町バス停より徒歩約10分
- JR東日本（上越新幹線・信越本線・上越線）長岡駅より北西へ約1.5 km（徒歩：約20分）

## 校歌
- 『新潟県立長岡明徳高等学校校歌』（作詞：川崎隆司・作曲：遠藤実）[2]

## 部活動
部活動は午前部と夜間部が合同で月・水・金の週3回で活動している
| - 陸上競技部 - 2016年度・全国大会出場 - バレーボール部 - 2016年度・（男女）全国大会出場 - バスケットボール部 - 2016年度・（女子）全国大会出場 - サッカー部 - バドミントン部 - 2016年度・県選抜 - 卓球部 - テニス部 - 軟式野球部 - 柔道部 | - 音楽部 - 美術部 - 書道部 - 文芸部 - 英語部 - 調理部 - 漫画部 - 演劇ボランティア部 - 手芸園芸部 - 囲碁将棋同好会 |